# Patissa atricostalis
Patissa atricostalis là một loài bướm đêm trong họ Crambidae.